# Rówień nad Kępą

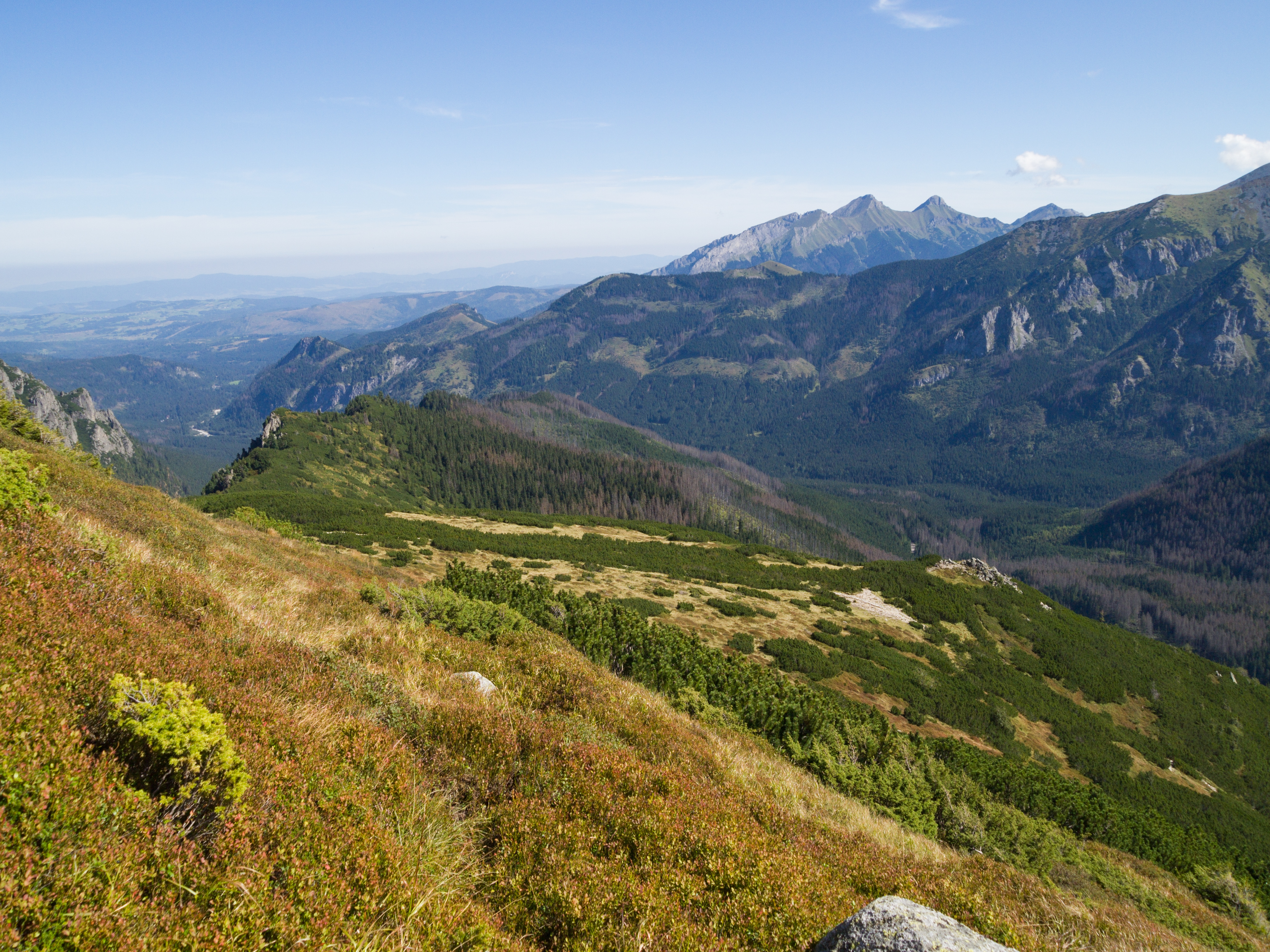
Rówień nad Kępą, po prawej skalista Kępa, w oddali Tatry Bielskie

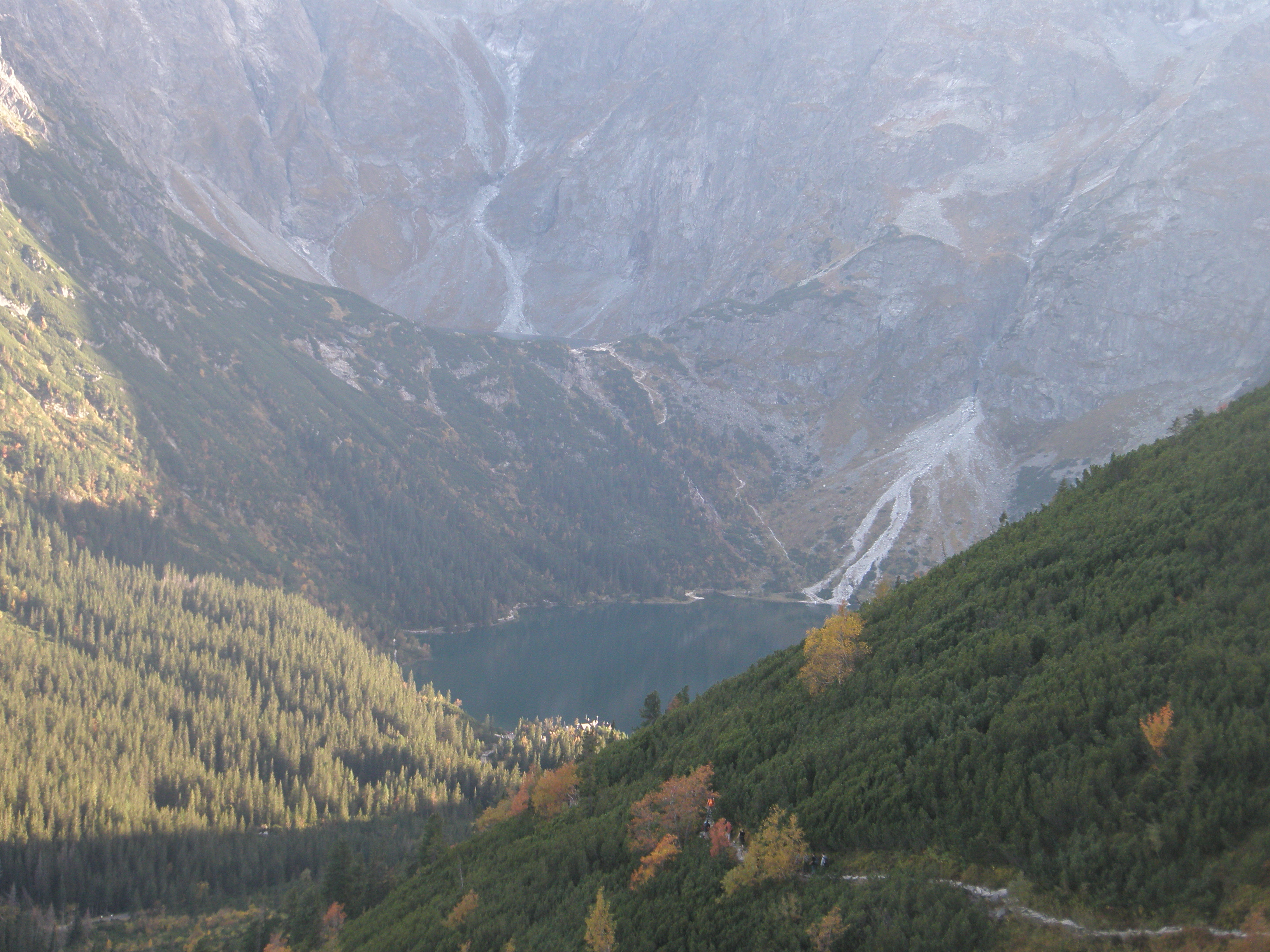
Widok z Kępy na rejon Morskiego Oka

Rówień nad Kępą lub Równia nad Kępą – szeroka, trawiasta rówień w Tatrach Wysokich. Znajduje się w północno-wschodnim grzbiecie Opalonego Wierchu i jest częścią Opalonego. Zakończona jest skalistym wyskokiem zwanym Kępą (1683 m), od którego pochodzi nazwa równi. Kępa to naturalnego pochodzenia stos kamieni wyglądający tak, jak gdyby był ułożony przez ludzi. W różnych opracowaniach rówień ta opisywana jest też jako Nad Kępą, Wolarnia nad Kępą lub Wolarnia. Są to nazwy pochodzenia pasterskiego, obszar ten bowiem dawniej należał do terenów pasterskich Hali Morskie Oko. Trawiasta część zbocza powyżej Równi nad Kępą (również opadająca do Doliny Rybiego Potoku) to Gładkie. Opada z niego Żleb Żandarmerii, znany z potężnych lawin.
Rówień ta jest dobrym punktem widokowym na rejon Morskiego Oka i wznoszące się nad nim potężne szczyty Tatr Wysokich. Z tego miejsca malowali pejzaże m.in. Leon Wyczółkowski, Walery Eljasz-Radzikowski, Wojciech Gerson. Obecnie prowadzi tędy znakowany szlak turystyczny.

## Szlaki turystyczne
Morskie Oko – Opalone – Świstówka Roztocka – Świstowe Siodło – Świstowa Kopa – schronisko w Dolinie Pięciu Stawów. Jest zamknięty od 1 grudnia do 31 maja. Czas przejścia: 2 h, ↓ 1:40 h.